# Katastrofa w Swierdłowsku
Katastrofa w Swierdłowsku (dzis. Jekaterynburg) – wypadek, do którego doszło 2 kwietnia 1979 w zakładzie opracowującym, produkującym i magazynującym broń biologiczną pod oficjalną nazwą Instytutu Problemów Techniki Wojskowej w Swierdłowsku.
Do katastrofy doszło w kompleksie dziewiętnastym na nocnej zmianie w wyniku przeoczenia notki o potrzebie założenia nowego filtru, w wyniku czego z fabryki wydostały się przetrwalniki laseczek wąglika (Bacillus anthracis) oznaczanego jako szczep 836 (z grupy Trans Eurasia). Zakażeniu ulegli głównie pracownicy nocnej zmiany innych zakładów, m.in. cała załoga położonego naprzeciwko zakładu ceramicznego.
U zainfekowanych wystąpiły objawy płucnej postaci wąglika, a większa część chorujących zmarła. Liczbę ofiar zwiększył nakaz władz terytorialnych dotyczący spryskania dróg, dachów itd. wodą, co zwiększyło „mobilność” patogenu (pacjenci zaczęli chorować na postać skórną) i wydłużyło czas trwania epidemii o miesiąc.
Wypadek został całkowicie zatajony przed opinią publiczną, a jak twierdzi Ken Alibek, KGB zlecono ochronę tajemnicy. Z tego też powodu trudna do ustalenia obecnie pozostaje dzienna data katastrofy, jak i liczba ofiar.
Jak podaje w swojej książce K. Alibek zachodni naukowcy datowali wypadek na 3 lub 4 kwietnia, zaś jego kolega naukowiec przebywający w czasie katastrofy w Swierdłowsku na piątek 30 marca. Sugeruje on, że to właśnie koniec tygodnia mógł być przyczyną roztargnienia i niedopilnowania notatek w dzienniku z zapiskami techników.
Władze Związku Radzieckiego utrzymywały, że zakaziło się 96 osób, z czego 66 zmarło. Twierdzili także, że do infekcji doszło w wyniku spożywania skażonej żywności (mięsa od chorujących na wąglik zwierząt) – jednak takie praktyki nie wywołują postaci płucnej. Naukowcy z Instytutu informowali o 105 osobach zmarłych na wąglik, czego nigdy nie potwierdzono.
Zachodnia prasa poinformowała o wypadku dopiero w listopadzie 1979, jednak największe zainteresowanie tragedią wynikło po opublikowaniu książki Biohazard.